# Середнє Поле
Сере́днє Поле (рос. Среднее Поле, ерз. Среднее Поле) — присілок у складі Краснослободського району Мордовії, Росія. Входить до складу Сівінського сільського поселення.
Населення — 22 особи (2010; 33 у 2002).
Національний склад (станом на 2002 рік):
- росіяни — 97 %